# Gaspard Abeille
Gaspard Abeille (Riez, 1648 – Parigi, 22 maggio 1718) è stato un poeta, drammaturgo e abate francese. La sua produzione letteraria consta soprattutto di poesie liriche e tragedie. Ricevette un'educazione clerica e divenne abate. Nel 1704 fu ammesso come membro dell'Académie française. Anche suo fratello Scipion era un poeta.

## Opere
- Argélie, reine de Thessalie, tragedia in 5 atti in versi, Parigi, Théâtre de l'Hôtel de Bourgogne, novembre 1673
- Coriolan, tragedia in 5 atti in versi, Parigi, Théâtre de l'Hôtel Guénégaud, 24 gennaio 1676
- Lyncée, tragedia in 5 atti in versi, Parigi, Théâtre de l'Hôtel de Bourgogne, 25 febbraio 1678
- Soliman, tragedia in 5 atti in versi, Parigi, Théâtre de l'Hôtel de Bourgogne, 11 ottobre 1680
- Crispin bel esprit, commedia in atto unico in versi, Parigi, Théâtre de l'Hôtel Guénégaud, 11 luglio 1681
- Hercule, tragedia in 5 atti in versi, Parigi, Théâtre de l'Hôtel Guénégaud, 7 novembre 1681